# Alfred Zimmermann (Politiker, 1859)
Alfred Zimmermann (* 8. Mai 1859 in Frankenstein; † 26. Februar 1925) war ein Kolonialpolitiker und Publizist des Deutschen Kaiserreichs. Er war im Auswärtigen Amt tätig und von 1901 bis 1904 Beirat der deutschen Botschaft in London.

## Leben

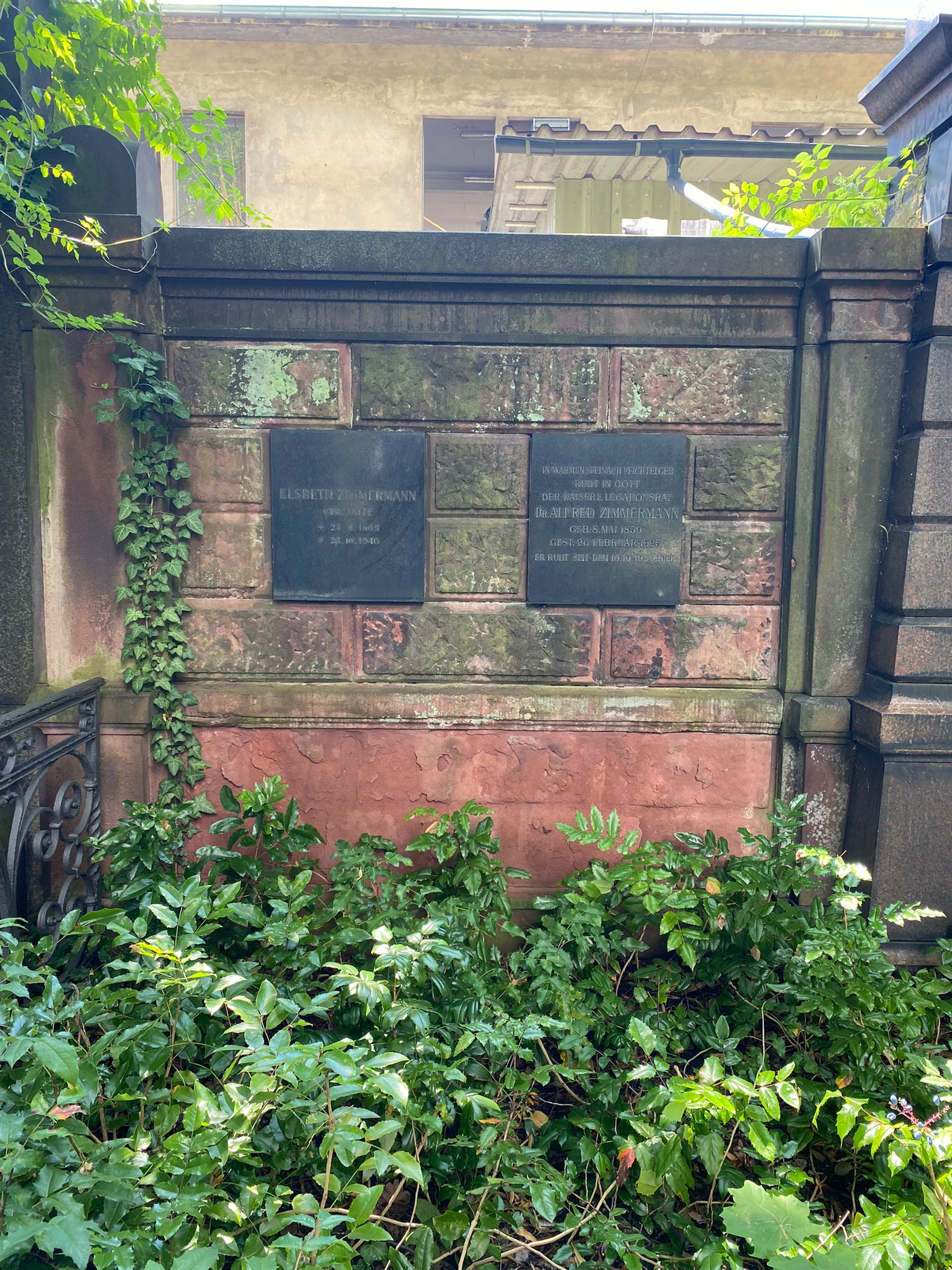
Grabstätte auf dem Alten Zwölf-Apostel-Kirchhof

Zimmermann studierte Geschichts- und Kameralwissenschaft und wurde zum Dr. phil. promoviert. Von 1888 an war er als Hilfsarbeiter im Auswärtigen Amt tätig, 1893 wirkte er als Legationsrat in dessen Kolonialabteilung. Von 1901 bis 1904 amtierte er kolonialer Beirat des deutschen Botschafters in London. 1904 schied er aus dem aktiven Dienst aus, lebte in Berlin und publizierte dort zu kolonialpolitischen und -geschichtlichen Themen.
Alfred Zimmermann wurde auf dem Alten Zwölf-Apostel-Kirchhof beigesetzt. Dort ruht er in der Familiengrabstätte Jaffé-Zimmermann.

## Schriften (Auswahl)
- Entwicklungsgeschichte der deutschen Kolonialpolitik. 1886.
- Kolonialgeschichtliche Studien. 1895.
- Die Kolonialpolitik Großbritanniens. Verleger: Ernst Siegfried Mittler und Sohn. Berlin. 1899. Link zum Dokument Archive.org. Abgerufen am 1. Mai 2019
- Die europäischen Kolonien., 5 Bände. Verleger: Ernst Siegfried Mittler und Sohn. Berlin. 1896 bis 1903. Link zum Dokument in Archive.org. Abgerufen am 1. Mai 2019
- Weltpolitisches. Berlin. 1901.
- Geschichte der preußisch-deutschen Handelspolitik vom Frankfurter Frieden bis zur Gegenwart. Berlin. 1901.
- Kolonialpolitik. 1905.
- Geschichte der deutschen Kolonialpolitik. Verleger: Ernst Siegfried Mittler und Sohn. Berlin. 1914. Link zum Dokument in Archive.org. Abgerufen am 1. Mai 2019